# Hatoon Kadi
Pour les articles homonymes, voir Kadi (homonymie).
Hatoon Kadi (arabe : هتون قاضي) est une comédienne et activiste saoudieenne créatrice du spectacle d'humour NoonAlniswa sur YouTube, qui a 292 912 abonnés (au 8 décembre 2016). Elle présente des phénomènes sociaux à partir de la perspective d'une femme, à l'aide de sarcasme, en évitant le jugement et sans essayer de trouver des solutions. Ses débuts se font alors sous forme de blog qu'elle transforme peu à peu en chaîne YouTube, au vu du succès des histoires racontées sur le blog. Elle est connue pour ses vidéos satiriques à propos des femmes et de la famille, souvent en rapport avec des événements de la vie de tous les jours en Arabie Saoudite. Le docteur Hatoon Kadi débute dans l'humour en découvrant le nombre de comédiens saoudiens sur Internet et le manque de femmes parmi leurs rangs. En 2014, elle est nommée comme l'une des 100 femmes de l'année par la BBC.
Kadi est mère de deux enfants, et écrit une chronique hebdomadaire pour la presse arabe, en langue anglaise, dans un quotidien d'Arabie Saoudite[réf. nécessaire]. Elle enseigne à temps partiel à l'Université Dar Al-Hekma de Djeddah[réf. nécessaire]. En 2009, elle obtient son diplôme en Technologies de l'Information, de la Gestion et de l'Organisation, de l'Université de Lancaster. En 2016, elle réalise sa thèse de Doctorat à l'Université de Sheffield,. En décembre 2016, Kadi fait partie d'un groupe d'influenceurs de la région du Golfe lançant une campagne pour soutenir les réfugiés syriens en Jordanie. Leur objectif est de sensibiliser aux enjeux de réfugiés syriens en Jordanie et de mobiliser un soutien financier. Ils filment, écrivent et publient des histoires au sujet de leurs visite dans les camps de réfugiés, attirant l'attention sur la souffrance de ces derniers.